# Papirus Oxyrhynchus 21
Papirus Oxyrhynchus 21 oznaczany jako P.Oxy.I 21 – rękopis składający się z dwunastu fragmentów drugiej księgi Iliady Homera napisany w języku greckim. Papirus ten został odkryty przez Bernarda Grenfella i Arthura Hunta w 1897 roku w Oksyrynchos. Fragment jest datowany na I lub II wiek n.e. Przechowywany jest w Haskell Oriental Institute należącym do University of Chicago (2058). Tekst został opublikowany przez Grenfella i Hunta w 1898 roku.
Manuskrypt został napisany na papirusie, prawdopodobnie w formie zwoju. Rozmiary największego zachowanego fragmentu wynoszą 20 na 14,7 cm. Tekst jest napisany dużą, okrągłą, pionową uncjałą. Stosuje przydechy i akcenty.